# Afrāvandeh
Afrāvandeh (persiska: افراونده, Farāvandeh, Afrāneh) är en ort i Iran.   Den ligger i provinsen Lorestan, i den centrala delen av landet, 300 km sydväst om huvudstaden Teheran. Afrāvandeh ligger 1 576 meter över havet och antalet invånare är 567.
Terrängen runt Afrāvandeh är kuperad åt nordost, men åt sydväst är den platt.Runt Afrāvandeh är det ganska tätbefolkat, med 172 invånare per kvadratkilometer. Närmaste större samhälle är Aznā, 10,3 km söder om Afrāvandeh. Trakten runt Afrāvandeh består i huvudsak av gräsmarker.